# Ontología génica
El proyecto de ontología génica (en inglés Gene Ontology cuya sigla es GO) provee un vocabulario controlado que describe el gen y los atributos del producto génico en cualquier organismo. Puede ser, en general, dividido en dos partes. La primera es la ontología por sí misma; en realidad son tres ontologías, cada cual representando un concepto clave en biología molecular: la función molecular de los productos génicos; su rol en los procesos biológicos de múltiples direcciones; y su localización en componentes celulares. Las ontologías son continuamente actualizadas, y se dispone de nuevas versiones mensualmente. 
La segunda parte es la anotación, la caracterización de los productos génicos usando términos de la ontología. Los miembros del Consorcio GO (GO Consortium en inglés) entregan su información y se hace disponible públicamente a través del sitio web GO.
GO es también parte de un esfuerzo mayor de clasificación, las Ontologías Biomédicas Libres, (Open Biomedical Ontologies, OBO, en inglés).

## Historia
Gene Ontology fue originalmente construida en 1988 por un consorcio de investigadores que estudiaban el genoma de tres organismos modelo: Drosophila melanogaster (mosca del vinagre, o mosca de la fruta), el Mus musculus (ratón casero, o ratón de laboratorio), y el Saccharomyces cerevisiae (levadura). Muchas otras bases de datos de organismos modelo se han unido al consorcio de la Ontología del Gen, contribuyendo tanto con la anotación de genes de uno o más organismos, como en el desarrollo de las ontologías. Hacia enero de 2008, GO contiene sobre 24,500 términos aplicables a una amplia variedad de organismos biológicos. Hay un cuerpo de literatura significativo sobre el desarrollo y uso de GO, y se ha convertido en una de las herramientas estándar en la bioinformática.

## Términos de la ontología génica
Cada término GO consiste en un único identificador alfanumérico, un nombre común, sinónimos (si son de aplicación), y una definición. Cuando un término tiene múltiples significados dependiendo de las especies, el GO usa una etiqueta "sensu" para diferenciarlos entre ellos. Los términos son clasificados en solo una de las tres ontologías, las cuales están estructuradas, cada una de ellas, como un grafo dirigido acíclico.
Nuevos términos y anotaciones son sugeridas por miembros de las comunidades de investigación y anotación. Una vez publicados, son revisados por miembros del consorcio GO para determinar su aplicabilidad.
Si se decide que un término de la ontología no es apropiado, es desaprobado, o marcado como "obsoleto". Esto puede pasar por diferentes razones, como estar fuera del objetivo de la ontología o estar engañosamente nombrado o definido.
El archivo de la ontología está gratuitamente disponible en el sitio web del GO; se puede buscar y navegar entre los términos usando el navegador GO AmiGO. El proyecto de Ontología del Gen también provee mapeos de sus términos a otros sistemas de clasificación que cubren la misma área de la biología.

## Asociaciones de la ontología génica
Un número de organizaciones, incluyendo las bases de datos de organismos modelo y de proteínas multiespecie, desarrollan análisis de secuencias de proteínas y genera tablas de asociaciones entre los supuestos productos génicos y los términos GO. Estas están gratuitamente disponibles en el sitio web del GO, y pueden ser bajadas individualmente o vistas en línea usando AmiGO.
En muchas bases de datos de secuencias genéticas antiguas, las anotaciones cuentan con pocas, o ninguna, indicaciones sobre su procedencia, por lo que el usuario no puede fácilmente comprobar la naturaleza y fuerza de la evidencia que las respalda, lo cual lleva a lo que es conocido en este campo como problema de anotación transitiva. Algunos genes son caracterizados por experimentos reales (wet lab), y su secuencia depositada en una base de datos principal y pública con anotaciones de esos experimentos. Otras secuencias que no han sido caracterizadas en el laboratorio son anotadas de acuerdo a su similitud con aquella secuencia, y estas otras secuencias, a cambio, forman la base para posteriores anotaciones, y así sucesivamente. De esta forma, el usuario no puede saber cuántos pasos de similitud entre secuencias hay entre las anotaciones de algunas secuencias genéticas y cualquier dato de experimento real.
Una asociación GO tiene metainformación indicando:
- Quién hizo la aserción que un término Go aplica al supuesto producto de una secuencia proteica.
- Cuando fue hecha esa aserción.
- Uno o más códigos de evidencia de tres letras, denotando el tipo de evidencia en el cual se basa la aserción.

Cualquier salida automática de un programa que no haya sido dirigida por un ser humano recibe el código de evidencia IEA, significando inferido de anotación electrónica (Inferred from Electronic Annotation, en inglés). El uso de un código diferente al del IEA implica que un supervisor humano ha comprobado esta anotación. Por ejemplo, TAS (Traceable Author Statement, declaración de autor referenciable) significa que un supervisor ha leído un paper científico publicado, y la metainformación para esa asociación cuenta con una cita o referencia a dicho paper. Por otra parte, ISS que significa inferido de similitud de secuencia, significa que un supervisor humano ha revisado el resultado de una búsqueda de similitud entre secuencias, y ha verificado que es biológicamente significativa.